# Scylax van Caryanda
Skylax of Scylax van Caryanda (Oudgrieks: Σκύλαξ) was een Grieks ontdekkingsreiziger in Perzische dienst.
De Griekse geschiedschrijver Herodotos vertelt dat Skylax uit Karië kwam en door de Perzische keizer Darius I rond 520 v.Chr. eropuit werd gestuurd om een zeeroute te openen. Zijn rol in de expeditie is niet duidelijk, vermoedelijk was hij navigator. De expeditie trok over land naar de Indus en scheepte daar in voor een dertig maanden lange tocht rond het Arabische Schiereiland over de Rode Zee naar Arsinoë in Egypte. Bij zijn terugkeer schreef Skylax een periplous, die niet bewaard is, maar wel werd gebruikt door Hekataios van Milete en Herodotos. Hij was ook de auteur van een verloren werk over Herakleides van Mylasa.

## Voetnoten
1. ↑  David Abulafia, The Boundless Sea. A Human History of the Ocean, 2019, p. 88

- Biblioteca Nacional de España: XX1653425
- Bibliothèque nationale de France: cb13197932d (data)
- Gemeinsame Normdatei: 100271685
- International Standard Name Identifier: 0000 0000 6137 5165
- Library of Congress Control Number: n80098289
- Nationale Bibliotheek van Israël: 987007275412305171
- Nederlandse Thesaurus van Auteursnamen: 069213135
- Réseau des bibliothèques de Suisse occidentale: 02-A005255721
- Système universitaire de documentation: 035014407
- Virtual International Authority File: 291988135